# サンタ・クララ燈台
サンタ・クララ燈台（ポルトガル語、Farol de Santa Clara）は、アゾレス諸島を構成する島の中では最大の島である、サンミゲル島に設置されている燈台である。この燈台は、サンミゲル島の港町ポンタ・デルガダ内のサンタ・クララ（英語版）と言う場所に位置する。ポンタ・デスガダ港から見ると、西に800 mほとの距離である。なお、サンタ・クララ島燈台（バスク語、Santa Klara uharteko itsasfaroa）とは異なる。

## 施設

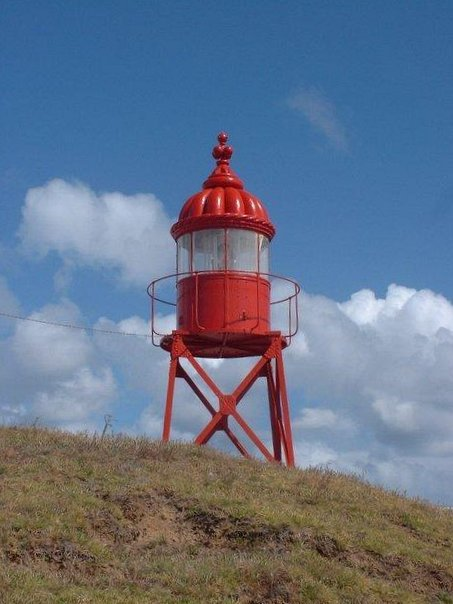
昼間に撮影されたサンタ・クララ燈台。

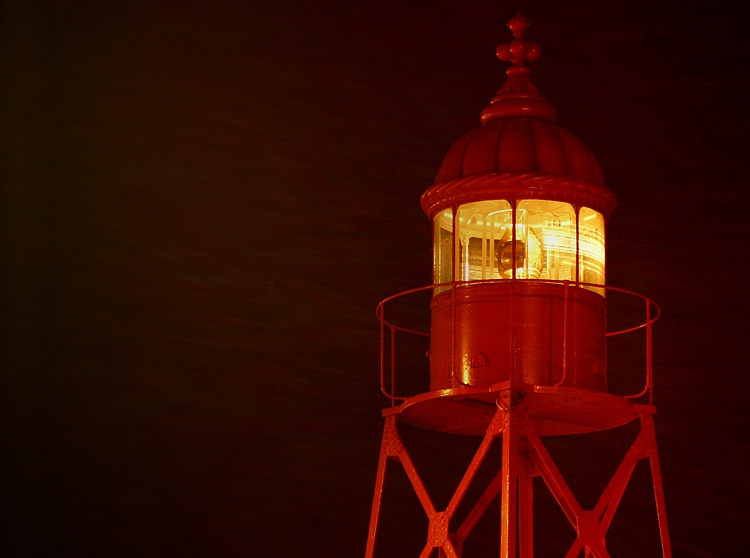
明かりが点燈された状態のサンタ・クララ燈台。

サンタ・クララ燈台のライトは、約8 mの高さの塔の上に取り付けられており、海面からは約27 mの高さに位置する

。
このライトからの光は、2秒間点燈して、3秒間消燈するという周期で点滅させている、白色光である

。
なお、サンタ・クララ燈台付近までは道路が整備されているため、容易に燈台に近付くことが可能である。